# Герб Вільногірська
Герб Вільногірська — один з офіційних символів міста Вільногірськ Верхньодніпровського району Дніпропетровської області, затверджений 9 квітня 1998 р. рішенням № 11-II/XXIII Вільногірської міської ради.

## Опис
На лазуровому щиті золотій сокіл, що летить на схід сонця, в центрі — червоно-чорний кристал. Під фігурою срібна дата 1956.

## Значення символів
Сокіл, який вільно летить на схід сонця, символізує волелюбність мешканців та надію на майбутнє. Різнокольорові кристали корисних копалин вказують на багатство земельних надр та економічну основу життя Вільногірська — виробництво рідкісноземельних концентратів, які є важливою сировиною для розвитку хімічного, машинобудівного та електротехнічного виробництва.